# リー・グリフィス
リー・グリフィス（Leigh Griffiths, 1990年8月20日 - ）は、スコットランド出身のサッカー選手。ポジションはFW。スコットランド代表。

## 経歴
2011年1月27日、プレミアリーグのウルヴァーハンプトン・ワンダラーズFCに2年半契約で移籍した。移籍金は15万ポンドといわれている。同シーズンはハイバーニアンFCに期限付き移籍で放出され公式戦31得点を記録し、ウルブスにローンバックを果たした。
2014年1月31日の移籍市場最終日に、セルティックFCに4年契約で加入した。2014-15シーズンは当初こそリザーブに回されたものの、10月に戦列復帰するとリーグ戦や国内カップ戦で得点を量産しリーグ4連覇に貢献。2016-17シーズンには新加入のムサ・デンベレと共に2トップを組み6連覇の原動力となった。
2021年8月31日、1シーズンローンでダンディーFCに復帰。
2022年1月31日、セルティックとの契約を解除し退団。レンタル先のダンディーFCからも退団し、フリーエージェントとなった。
2022年2月8日、フォルカークFCにシーズン終了までの契約で加入した。

## 代表
2012年11月のルクセンブルクとの親善試合でスコットランド代表に初招集された。
2017年6月10日の2018 FIFAワールドカップ・ヨーロッパ予選のイングランド代表戦では87分にフリーキックでのゴールを上げると、3分後に再び得点し2-1とした。しかしチームは後半終了間際にハリー・ケインのゴールで2-2とされ引き分けた。。

## タイトル
セルティックFC
- スコティッシュ・リーグ・カップ 2014-15, 2016-17, 2017-18, 2019-20
- スコティッシュ・プレミアシップ 2013-14, 2014-15, 2015-16, 2016-17, 2017-18, 2018-19, 2019-20
- スコティッシュ・カップ 2016-17, 2017-18, 2018-19